# Tomás Katari
Tomás Katari (San Pedro de Macha, Virreinato del Perú, 1740 – Cuesta de Chataquilla, 15 de enero de 1781) fue un cacique aymara que, al reclamar sus derechos, generó y lideró una insurrección popular en el siglo XVIII.
Nació en el ayllu, comunidad de San Pedro de Macha, en el cantón Macha de la provincia de Chayanta (departamento de Potosí), en la actual Bolivia. Estaba casado con Kurusa Yawi (a la que los españoles rebautizaron Curusa Llave), que tras el asesinato de Katari en 1781 pasó de ser líder militar de la sublevación en Alto Perú.
En los años 1770, varias manifestaciones aisladas mostraron el descontento de los indígenas, hasta que en los años 1780 los levantamientos se generalizaron.

## Rebelión

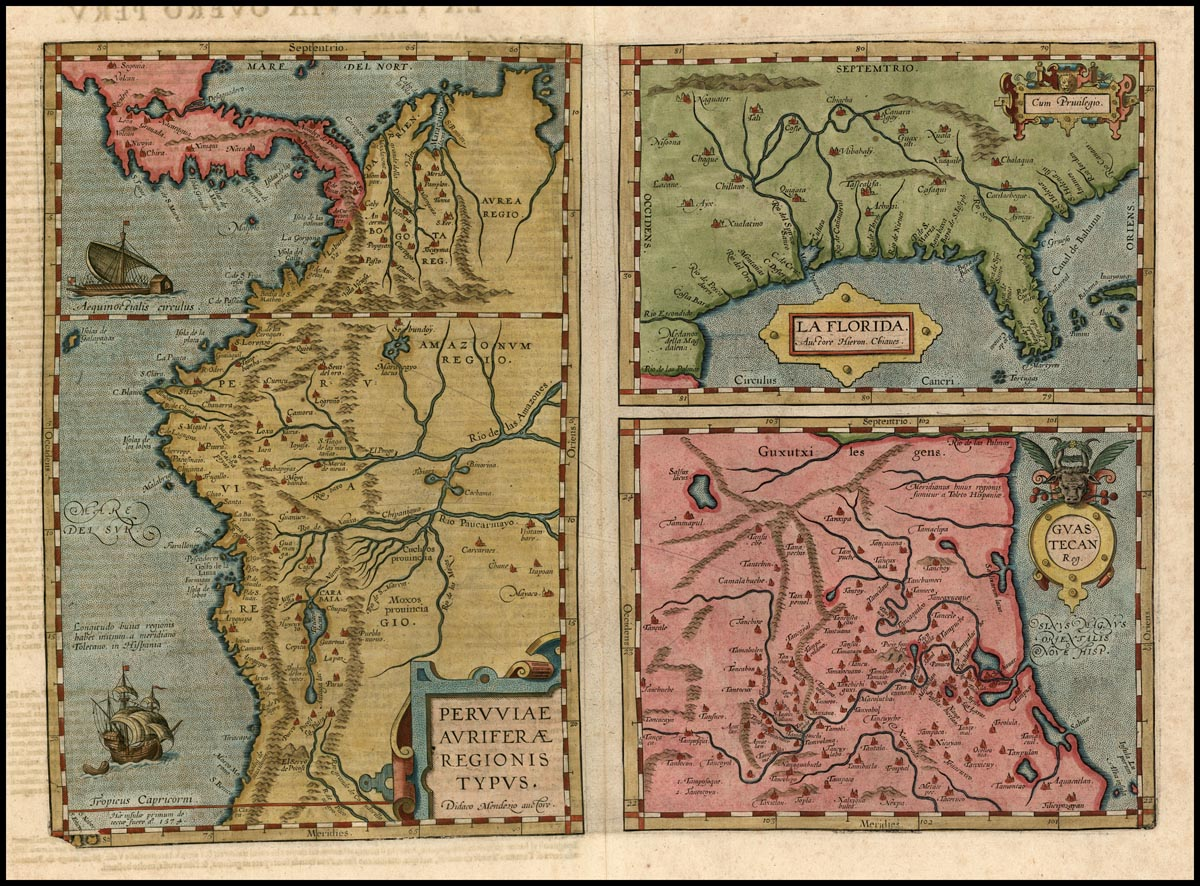
A la izquierda, mapa del Perú con algunas localizaciones de minas de plata, donde trabajaban muchos indígenas para poder pagar los tributos.

A mediados de 1777, Tomás Katari presentó una querella legal contra el español Blas Bernal por haberle usurpado el cargo del Cacique legítimo por derecho de herencia y amparado por la legislación colonial. Tomás Katari se presentó ante la Audiencia de Potosí denunciando con fundamentos que Blas Bernal, al recaudar los impuestos en su comunidad, cometía robos en perjuicio de la Real Hacienda, operando mediante dos padrones o listas de recaudación, con una diferencia de 487 pesos y 4 reales entre cada padrón, entregando a las autoridades de la Real Hacienda el que causaba menor recaudación.
El 18 de febrero de 1778, la Audiencia consideró que la denuncia presentada por Katari e Isidro Achu estaba suficientemente comprobada y recomendó que se les encargara nuevamente a ambos la cobranza de los impuestos. El 13 de marzo de 1778, habiendo recibido el despacho de la audiencia, Nicolás Ursainqui ―corregidor de Chayanta― mandó a Katari y Achu a presentar lo recaudado, pero cuando ellos se presentaron en Chayanta, ya el nuevo corregidor era Joaquín de Alós, amigo de Blas Bernal. Ambos indígenas fueron encarcelados. El 27 de marzo de 1778, Alós atendió los repetidos reclamos de los seguidores de Katari y ordenó liberar a Katari y a Achu, para apaciguar los ánimos.
Desde el 17 de julio de 1778, la Audiencia de Charcas dejó de pertenecer al virreinato del Perú y pasó a ser jurisdicción del recientemente creado virreinato del Río de La Plata, con sede capital en la ciudad de Buenos Aires. Los líderes indígenas de las 365 comunidades potosinas realizaron dos grandes reuniones, en Pocoata y en Macha, en las cuales estuvieron presentes los tres hermanos Katari. Los 365 cabildantes decidieron que Tomás Katari ―debido a su ejemplar conducta y a otras muchas cualidades que tenía― debía ir a Buenos Aires para entrevistarse con el nuevo virrey.
Katari partió con Tomás Achu (hijo de su compañero Isidro Achu). Como eran «indios» les estaba prohibido montar a caballo, bajo pena en galeras, azotes públicos y privados, multas y hasta la muerte (cuando una persona blanca necesitaba que uno de sus esclavos montara a caballo, debía tramitarle un permiso expreso del gobernador). Tomás Katari y Tomás Achu caminaron unos 2300 kilómetros hasta Buenos Aires. Durante el viaje fueron ayudados por los indígenas de las distintas naciones, ya que no contaban con dinero español para comer y alojarse. Luego de varios meses de caminata llegaron a Buenos Aires en noviembre de 1778. Se entrevistaron con el virrey Juan José Vértiz (1719-1799), autoridad máxima del virreinato del Río de la Plata.

Yo confieso a V. E. y no lo puede dudar, que los tiranos repartos de los Corregidores es el origen principal de la ruina de todo el Reino, porque con estos no solamente el mismo Corregidor nos saca el pellejo, sino también sus tenientes, cajeros y parciales, como se ha visto en el Corregidor Joaquín de Alós; este ha repartido cerca de cuatrocientos mil pesos, el Teniente Luis Núñez y su mujer, crecida cantidad, su Teniente Don Lucas Villafrán y su mujer, igual cantidad, fuera de muchos arrimados del Corregidor en la segura inteligencia que cuando un Corregidor y Teniente salen ellos cargados de caudales, los pobres indios [salimos] sin pellejo. Han sido Corregidores todos los Gobernadores españoles y mestizos de la Provincia de Chayanta, porque todos los dichos han repartido cuanto han querido y cuantos géneros que no son usables entre los indios, de suerte que hemos estado esperando cuando estos ladrones nos repartan breviarios, misales y casullas para decir misa y bonetes para ser doctores…
Tomás Katari

El 15 de enero de 1779, el virrey Vértiz dictó un decreto ordenando la investigación de los hechos denunciados, dirigido a los doctores Luis de Artajona, Juan Bautista de Ormachea y Diego de la Calancha (oidores de la Real Audiencia de Charcas) para que administraran justicia. No quiso pronunciarse en el asunto de la usurpación del cargo de Tomás Katari, ni del robo de impuestos, porque Katari carecía de los despachos de los oficiales reales y de la Audiencia que lo probaban, ya que el corregidor Alós, se los habían arrebatado.
Cuando Tomás Katari y Tomás Achu regresaron a su región, fueron encarcelados. El 15 de abril de 1779, el fiscal de la Audiencia de Charcas se expidió, diciendo que para ordenar la investigación que mandó el virrey hacían falta los despachos que Katari no poseía. Cuatro meses después, el 19 de abril de 1779, la Audiencia se dirigió al corregidor Joaquín de Alós, pidiéndole el envío de estos despachos. A principios de mayo de 1779, Tomás Katari consultó con los jamautas (‘varones sabios’) y las mamakonas (‘mujeres sabias’) quienes le aconsejaron que comenzara a cumplir la función que le había sido arrebatada, aunque no había recibido todavía la confirmación oficial de las autoridades españolas, Katari ordenó que las asambleas comunitarias de toda la región eligieran a sus autoridades ―como en los tiempos incaicos―, «defensores y protectores de los desvalidos indios tributarios, miserables, indefensos [...] que otros individuos les beben sangre».
Inmediatamente fue apresado por los soldados en Torocarí y conducido a la comunidad de Aullagas, donde fue liberado a la fuerza por una multitud de indígenas armados con palos. La Audiencia de Charcas lo acusó de hablar mal acerca de la mita, cuando 800 quechuas amarrados esperaban su turno en la aldea de Ocurrí. En Charcas fue apresado por segunda vez y juzgado. El 12 de diciembre de 1779 expuso sus argumentos. El 8 de enero de 1780 fue trasladado desde la prisión de Charcas, pero sus seguidores volvieron a liberarlo. El 10 de junio de 1780 ―confiado en el reconocimiento que había logrado ante el virrey Vértiz― Katari se presentó en Charcas para defenderse de los cargos que se le imputaban. Fue apresado e incomunicado. El 23 de julio de 1780, sus seguidores se armaron y movilizaron en Huancarani, aldea cerca de Poqoqwata, rodearon al corregidor y a su patrulla militar y le exigieron que liberara a Tomás Katari y a Tupac amaru 2 rebajara los impuestos abusivos. Con la mediación de dos sacerdotes, el corregidor ordena la liberación y la rebaja en los impuestos. Confiando en las palabras de los religiosos, los quechuas lo dejan ir.
El 25 de agosto de 1780 (o el 26), mientras el Corregidor asistía con su grupo de soldados a la «enumeración» de quechuas que cada año se los buscaba para el trabajo esclavizado en las minas, el joven Tomás Achu ―que había caminado junto a Katari ida y vuelta hasta Buenos Aires―, se acercó al corregidor Alós, y le exigió que cumpliera su palabra. Este le descerrajó dos tiros y lo mató.
Los indígenas presentes atacaron a los soldados españoles y los mataron en el lugar. Alós huyó al galope en un caballo pero fue bajado de un jorahuazo (‘hondazo’) en la cabeza. Los quechuas canjearon con los españoles la vida del corregidor por la de Tomás Katari. El corregidor consiguió huir, disfrazado de sacerdote, hasta Tucumán.
La Audiencia de Charcas afirmó públicamente que respetaría la autoridad de Tomás Katari, pero en secreto ordenó a los españoles que lo capturaran vivo o muerto, y ofreció una recompensa en dinero. Una patrulla al mando del minero español Manuel Álvarez Villarruel capturó a Katari ―en uno de sus viajes de inspección por las comunidades indígenas― cerca de Aullagas. Álvarez Villarruel lo entregó a Juan Antonio Acuña ―justicia mayor de la provincia de Chayanta―, quien se apresuró a llevarlo hacia La Plata (Chuquisaca, actual Sucre, a 170 km al este de Macha). Acuña sabía que su patrulla era seguida por los seguidores de Katari armados. El 15 de enero de 1781, Acuña recibió la orden secreta de asesinar a Katari (comprobada en documentos posteriores), le ató las manos y lo empujó al abismo en las escarpadas alturas de la cuesta de Chataquilla, cerca de la comunidad de Quila Quila (en la provincia de Yamparáez). Isidro Serrano, un español que escribía la correspondencia de Katari y fue testigo del asesinato, también fue asesinado. Los seguidores de Katari alcanzan a Acuña y a sus soldados y lo ajusticiaron. También ejecutaron al minero Álvarez Villarruel.
El área de las sublevaciones se amplió, llegando hasta Challapata (en el actual departamento de Oruro). Los hermanos de Katari, Dámaso y Nicolás, lideraron desde entonces a los rebeldes, llegando hasta Chuquisaca (actual Sucre), donde Dámaso fue traicionado por el sacerdote católico español de Pocoata, Francisco Javier Troncoso, quien lo entregó a las autoridades. Fue ahorcado públicamente en la Plaza de Chuquisaca.

## Consecuencias
Tomás Katari encabezó un movimiento local contra las autoridades españolas. Al mismo tiempo, en Cusco, otro movimiento fue liderado ―desde el 4 de noviembre de 1780― por un descendiente de los reyes incas, Túpac Amaru. El 18 de mayo de 1781, Túpac Amaru fue ejecutado, junto con su esposa Micaela Bastidas, hijos, parientes y secuaces.
Casi al mismo tiempo del asesinato de Tomás Katari, estalla la masiva rebelión del aimara Julián Apaza, de origen aimara, que adopta el nombre de Túpac Katari.
La mita fue finalmente abolida en 1812 por las Cortes de Cádiz.

## Reconocimientos
- Su figura junto a los otros dos caudillos indios: Tupak Amaru y Tupak Katari se han convertido en un referente del pensamiento indianista del siglo XX iniciado por Fausto Reinaga.[6]

- En 2008, la Legislatura de la Ciudad de Buenos Aires (Argentina) dio el nombre de "Tomás Katari" a una plazoleta entre las calles Charrúa e Itaquí del barrio de Nueva Pompeya.[7]
- En febrero de 2014 el pleno de la Cámara Alta de Bolivia sancionó un proyecto de ley que declarando héroe y heroína nacional a Tomás Katari y su esposa Kurusa Llawi como un justo reconocimiento histórico a la valerosa lucha por la libertad de los pueblos indígenas, oprimidos por las fuerzas invasoras.[8]